# Brännvallsselet
Brännvallsselet är en sjö i Arvidsjaurs kommun i Lappland och ingår i Åbyälvens huvudavrinningsområde. Sjön har en area på 0,102 kvadratkilometer och ligger 351,2 meter över havet. Sjön avvattnas av vattendraget Åbyälven.

## Delavrinningsområde
Brännvallsselet ingår i det delavrinningsområde (729195-167613) som SMHI kallar för Inloppet i Vuotnersjön. Medelhöjden är 360 meter över havet och ytan är 4,7 kvadratkilometer. Räknas de 10 avrinningsområdena uppströms in blir den ackumulerade arean 178,5 kvadratkilometer. Avrinningsområdets utflöde Åbyälven mynnar i havet. Avrinningsområdet består mestadels av skog (74 procent) och sankmarker (11 procent). Avrinningsområdet har 0,36 kvadratkilometer vattenytor vilket ger det en sjöprocent på 7,6 procent.